# Chapelle Notre-Dame-de-Carmès
La chapelle Notre-Dame-de-Carmès est un lieu de culte catholique situé dans sur la commune de Neulliac (Morbihan). La chapelle est située dans le village de Carmès situé au bord de la départementale 767 à 2 km du bourg de Neulliac en direction de Pontivy.

## Historique
La fontaine, la sacristie et le décor intérieur de la chapelle Notre-Dame-de-Carmès font l’objet d’un classement au titre des monuments historiques depuis le 10 avril 1980.

## Description
La chapelle Notre-Dame de Carmès est typiquement polylithique. En sus des énormes éléments en schiste bleu pâle ont été utilisés du schiste briovérien gris-vert en longs moellons plats, de médiocres moellons briovériens (élévation nord), du granite fin du porche méridional et du granite à gros grain de Pontivy.
La chapelle, construite en granit et schiste, est en forme de croix latine. Du XVe siècle subsistent le transept, la nef et l'amorce du chœur. Le clocher-porche est également de cette époque, il porte la date de 1521. Toutefois, c'est aux travaux du XVIIIe siècle que la chapelle doit la voûte actuelle, son somptueux décor intérieur et son chœur prolongé d'une sacristie axiale. 
Abritant en leur temps la confrérie des Âmes du purgatoire et celle du Scapulaire, elle est connue pour son pardon au mois d'août qui donne lieu à d'importantes festivités. Notre-Dame-de-Carmès porte un nom que les générations ont déformé. Jamais ce site n'a accueilli de fondation de Carmes. Il semble bien que ce nom soit d'origine celtique, Car ar maez signifiant domaine des champs. Célébrée dans le livr er labourer de l'abbé Guillôme, la richesse de l'ensemble s'explique par la protection de la famille de Rohan.
Construite en granit et schiste, en forme de croix latine, orientée, la chapelle est longue de 33 mètres. Une grosse tour de granit carrée, surmontée d'une flèche couverte en ardoises, abrite un grand porche d'entrée du côté sud. Ce porche est couvert d'un lambris et ses murs sont peints de portraits des apôtres. Une tourelle, partie polygonale, partie cylindrique, renferme l'escalier d'accès.
Ses plus anciennes et plus importantes peintures murales racontant les principaux épisodes de la vie du Christ et de la Vierge sont en partie signées puisqu'il y apparaît la signature « La Palme, peintre 1705 » sur le panneau montrant le Couronnement du Christ. Cet artiste a également peint un tableau pour la chapelle Saint-Samson sur la même commune. Le lambris peint à l'huile a été réalisé par La Palme , artiste peut-être d'origine espagnole, en 1705, complété en 1778 par Deduy et restauré par Blévin, de Loudéac, en 1814. Il fut restauré par l'atelier parisien François Bailly entre 1986 et 1990. L'ensemble est constitué de seize panneaux. Le premier représente Notre-Dame-du-Scapulaire, et les quinze suivants rappellent les "mystères" du Rosaire, c'est-à-dire la vie de Jésus et de sa mère. Ces scènes sont surmontées par une galerie de portraits : évangélistes, pères et réformateurs de l'Église, et le roi Louis XIII consacrant la France à la Vierge du Rosaire.

## Galerie

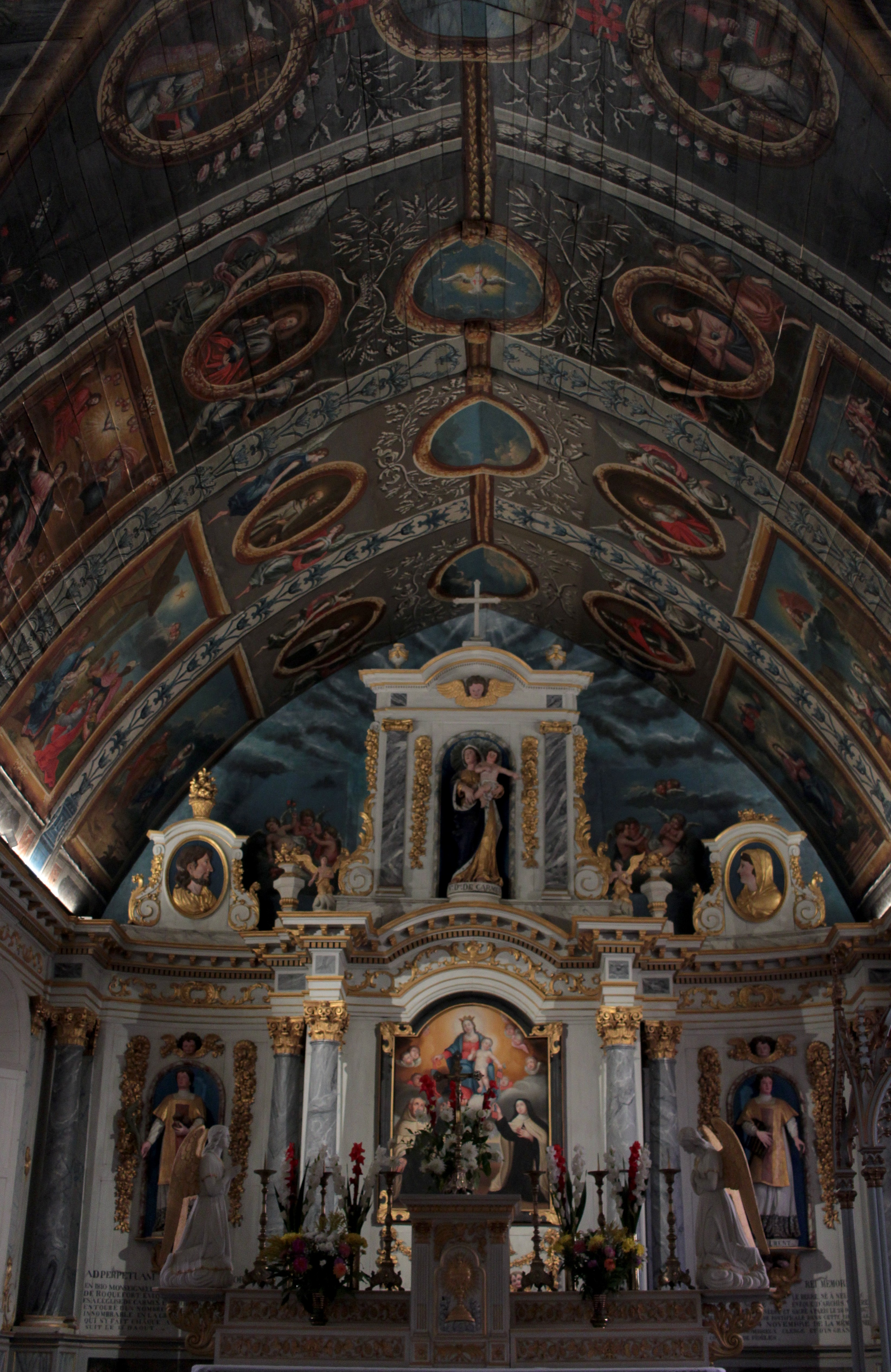
Vue de l'intérieur de la chapelle.
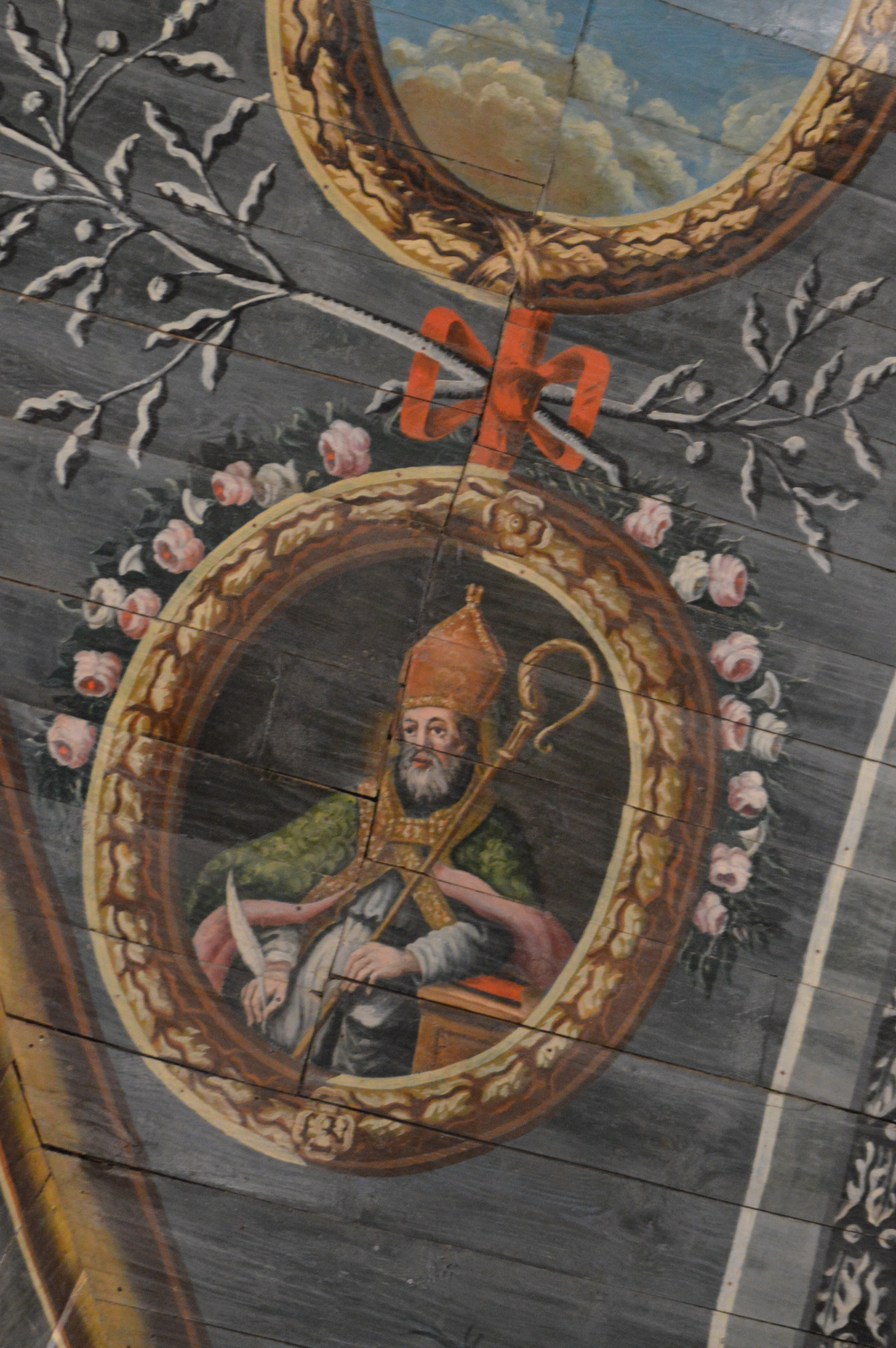
Détail de la voûte peinte.